# Hold the Line
"Hold the Line" é uma canção da banda estadunidense Toto incluída no seu álbum de estreia, Toto, de 1978. Foi lançado como single e foi o primeiro sucesso da banda, chegando ao top dez em vários países, vendendo mais de dois milhões de cópias nos Estados Unidos, e encabeçando a quinta posição na parada musical da Billboard. Foi composta por David Paich, assim como oito das dez canções incluídas no álbum.
A canção apareceu na série de jogos eletrônicos Grand Theft Auto, em Grand Theft Auto: San Andreas, de 2004, na rádio fictícia de Rock Clássico K-DST; a canção também fora  incluída, em 2006, na comédia de Adam Sandler Click. No seriado That '70s Show, o personagem Fez, interpretado por Wilmer Valderrama, realiza uma performance da música no terceiro episódio da sexta temporada do seriado.